# Laurin D. Woodworth

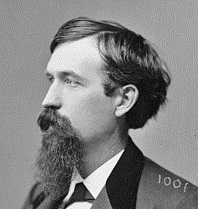
Laurin D. Woodworth

Laurin Dewey Woodworth (* 10. September 1837 in Windham, Portage County, Ohio; † 13. März 1897 in Youngstown, Ohio) war ein US-amerikanischer Politiker. Zwischen 1873 und 1877 vertrat er den Bundesstaat Ohio im US-Repräsentantenhaus.

## Werdegang
Laurin Woodworth besuchte die öffentlichen Schulen seiner Heimat, die Windham Academy und das Hiram College, alle in Ohio. Danach studierte er an der Ohio State University in Columbus. Nach einem anschließenden Jurastudium am Union Law College in Cleveland und seiner 1859 erfolgten Zulassung als Rechtsanwalt begann er in Ravenna in diesem Beruf zu arbeiten. Damals wurde er auch Mitglied der Schulkommission im Portage County (Board of School Examiners). Zwischen Juli und Dezember 1862 diente er während des Bürgerkrieges als Major im Heer der Union. Im Jahr 1864 verlegte er seinen Wohnsitz und seine Anwaltskanzlei nach Youngstown. Gleichzeitig schlug er als Mitglied der Republikanischen Partei eine politische Laufbahn ein. Zwischen dem 6. Januar 1868 und dem 31. Dezember 1871 saß er im Senat von Ohio, dessen Präsident er war.
Bei den Kongresswahlen des Jahres 1872 wurde Woodworth im 17. Wahlbezirk von Ohio in das US-Repräsentantenhaus in Washington, D.C. gewählt, wo er am 4. März 1873 die Nachfolge von Jacob A. Ambler antrat.  Nach einer Wiederwahl konnte er bis zum 3. März 1877 zwei Legislaturperioden im Kongress absolvieren. Im Jahr 1876 wurde er von seiner Partei nicht mehr zur Wiederwahl nominiert. Stattdessen stellten die Republikaner den späteren US-Präsidenten William McKinley auf, der dann am 4. März 1877 auch Woodworths Nachfolger im Kongress wurde.
Nach dem Ende seiner Zeit im US-Repräsentantenhaus praktizierte Laurin Woodsworth wieder als Anwalt. Er starb am 13. März 1897 in Youngstown und wurde in seinem Geburtsort Windham beigesetzt.